# 1392 Pierre
1392 Pierre este un asteroid din centura principală, descoperit pe 16 martie 1936, de Louis Boyer.